# Mỡ chài

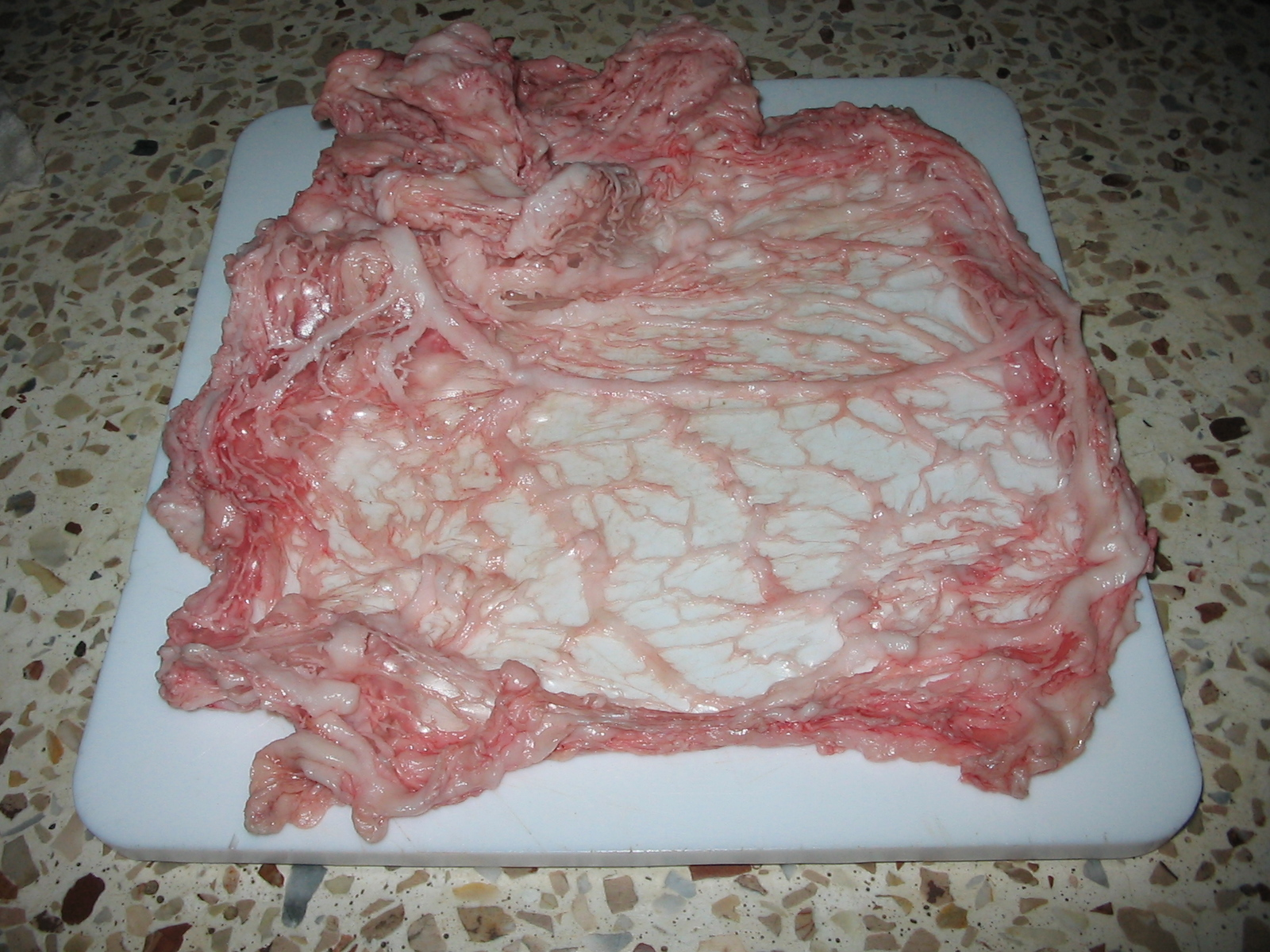
Mỡ chài heo

Mỡ chài là tấm màng mỡ mỏng phủ trong khoang bụng chung quanh dạ dày của một số động vật như bò, cừu, heo. Mỡ chài được dùng trong ngành ẩm thực chế biến các món xúc xích hoặc patê.
Ẩm thực Việt Nam thì hay dùng mỡ chài cuốn ngoài thịt cá (kể cả nghêu, cua, lươn v.v.) trước khi nướng để giữ không bị khô. Tiệc bò bảy món phải kể món "bò nướng mỡ chài".